# Hilara ragasides
Hilara ragasides är en tvåvingeart som beskrevs av Frey 1935. Hilara ragasides ingår i släktet Hilara och familjen dansflugor. Inga underarter finns listade i Catalogue of Life.